# Diemonds
 Diemonds es una banda de hard rock canadiense en la que corresponde una vocal femenina, se formó en 2006 en Toronto. La banda es conocida en todo el underground musical por sus constantes giras de América del Norte a pesar de ser una banda independiente en la compañía discográfica indie. En el 2009, Diemonds tomó su viaje a la India y se convirtió en el cuarto puesto de bandas internacionales que alguna vez han jugado en Shillong, India, así como fue conocida la banda en ser la primera mujer que actuó en dicho país.
La banda es auspiciada y patrocinada por Jägermeister y Pabst Blue Ribbon Diemonds ha actuado en festivales y conciertos, incluyendo una ranura de cabeza de cartel en explosión de Halifax Pop, SXSW y una ranura de la etapa principal de Heavy MTL. En su ciudad natal de Toronto, Diemonds ha desempeñado numerosos NXNE y ranuras en Canadian Music Week a lo largo de los años (incluyendo una ranura de soporte de prestigio para Guns N' Roses por el guitarrista Slash). Sus videos musicales que más destacaron fueron "Highway" y "Take On The Night" están recibiendo la rotación en MuchMusic y MuchLOUD.

## Historia

### "In The Rough" (2008 - 2010)
En octubre de 2008 Diemonds lanza su primer EP "In The Rough". Fue nombrado por la revista Classic Rock como uno de los mejores discos del 2009. Poco después Diemonds inicia una gira por Canadá y los Estados Unidos en gran medida y tocó y abrió show para bandas de gran peso como L.A. Guns, Faster Pussycat, John Corabi, Teenage Head, Rough Trade y New York’s Semi-Precious Weapons. "In The Rough" fue posteriormente reeditado en casete de edición limitada. NOW Magazine tuvo una pieza musical para Diemonds en la Guía de Festival NXNE el 12 de junio del 2008.

### Giras y Shows (2010 - 2012)
En marzo del 2010 , la banda realizó una gira por Canadá, Diemonds pero esta vez con el apoyo directo de Dirty Penny una banda de Glam Rock proveniente de Santa Cruz, California.
Desde el 2011, Diemonds ha estado de gira constantemente a través de América del Norte promocionando su primer EP "In The Rough ", así como su próximo álbum debut "The Bad Pack". Los implacables de dos años de gira ha incluido múltiples apariciones en el festival de Rocklahoma de gran prestigio en Pryor , OK , así como otros aspectos relevantes en el Festival del Cáñamo de Seattle, Whisky a Go Go, Phoenix Concert Theatre , Heavy MTL , y Polson Pier. La banda también ha tenido la oportunidad de estar en espectáculos en compañía de bandas de peso como Guns N' Roses, Slash , Steel Panther , Sebastian Bach, Megadeth y muchas más.

### "The Bad Pack" / Actualidad (2012 - presente)
El 10 de agosto el 2012 la banda anunció que había firmado con Diemonds con la compañía discográfica Punk Rock Independent con sede en Toronto y Underground Operations. El anuncio también vino con la noticia de su primer álbum debut de Diemonds, " The Bad Pack"  será lanzado a través de Underground Operations por medio de Universal Music. Sin embargo el álbum salió a la luz en Canadá el 2 de octubre del 2012. "The Bad Pack" fue grabado con Jon Drew (Fucked Up , Tokyo Police Club).
El presidente y fundador de Underground Operations Marcos Spicoluk comento muy bien sobre el estilo de Diemonds diciendo esto:

«Es una banda autentica y única. La mayoría de las bandas tratan de aparentar y hacer el ridículo en el proceso, pero Diemonds mostró peculiaridad en todo lo posible. Le doy gracias a Unerground Operations por tener la oportunidad de jugar un papel principal en esta etapa en el viaje Diemonds."»

A la espera de la publicación del "The Bad Pack" , Diemonds lanzaron dos singles y videos del álbum: "Take On The Night" y "Livin' Tonight" . El video de "Livin' Tonight" cuenta con Paul Spence dando una aparición especial.
En Halloween del 2012, la banda lanzó su último y nuevo vídeo musical de "Get The F&$ck Outta Here" con grabaciones de actuaciones en vivo, así como el diálogo de actuar por una parte de los miembros de la banda.
Desde el lanzamiento de "The Bad Pack", Los Diemonds han seguido una extensa gira promocionando su álbum debut y recibir críticas positivas de todo el mundo. " The Bad Pack" fue relanzado en Japón por la etiqueta Spiritual Beast en el 2013 con obras de arte exclusivas y bonos extras de sus pistas musicales.

## Reconocimientos

### Mejor álbum del 2009
- Classic Rock Magazine - UK[4]
- Kelv Hellrazer on Los Angeles' 100.1 The Edge Radio Show "London Calling"
- Classic Rock Magazine 4th best music video of 2013 with Get the F*&k Outta Here
- High Times Magazine Doobie Award for Best Underground Artist 2013

## Miembros
- Priya Panda - voz líder
- C.C. Diemond - guitarra líder
- Daniel Dekay - guitarra rítmica
- Tommy Cee - bajo y coros
- Aiden Tranquada - batería

### Anteriores
- Al 'Snack' Biddle - batería (2009-2010) (Toxic Holocaust, Rammer, Cauldron)
- Alan 'Yeti' Riches - batería - (2007-2009) y guitarra rítmica - (2010-2011) (Before the Curtain)

## Discografía

### EPs
- In The Rough (2008, Independent)

### Álbumes de estudio
- The Bad Pack (2012, Underground Operations)
- Never Wanna Die (2015,  Napalm Records)
- Diemonds (2018, Diemonds)

### Vinilos
- The Bad Pack (2012, Underground Operations)

### Casete
- In The Rough / Cassette Edition (2011, Muerte Negra Discos)
- The Bad Pack / Cassette Edition (2012, Underground Operations)

## Videography
| Título                    | Año  | Director                             | Álbum           |
| ------------------------- | ---- | ------------------------------------ | --------------- |
| "Highway"                 | 2009 | Matthew Chrones Scott                | In The Rough    |
| "Take On The Night"       | 2012 | Matthew Chrones Scott                | The Bad Pack    |
| "Livin' Tonight"          | 2012 | Matthew Chrones Scott                | The Bad Pack    |
| "Get The F&$k Outta Here" | 2012 | Matthew Chrones Scott                | The Bad Pack    |
| "Over It (Lyric Video)"   | 2016 | Matthew Chrones Scott                | Never Wanna Die |
| "Ain't That Kinda Girl"   | 2015 | Matthew Chrones Scott & C.C. Diemond | Never Wanna Die |
| "Secret"                  | 2016 | Matthew Chrones Scott                | Never Wanna Die |
| "Our Song"                | 2018 | Skye Sweetnam                        | Diemonds        |